# Králova Lhota (okres Rychnov nad Kněžnou)
Králova Lhota is een Tsjechische gemeente in de regio Hradec Králové, en maakt deel uit van het district Rychnov nad Kněžnou.
Králova Lhota telt 202 inwoners.
Albrechtice nad Orlicí ·
Bačetín ·
Bartošovice v Orlických horách ·
Bílý Újezd ·
Bohdašín ·
Bolehošť ·
Borohrádek ·
Borovnice ·
Bystré ·
Byzhradec ·
Častolovice ·
Čermná nad Orlicí ·
Černíkovice ·
České Meziříčí ·
Čestice ·
Deštné v Orlických horách ·
Dobré ·
Dobruška ·
Dobřany ·
Doudleby nad Orlicí ·
Hřibiny-Ledská ·
Chleny ·
Chlístov ·
Jahodov ·
Janov ·
Javornice ·
Kostelec nad Orlicí ·
Kostelecké Horky ·
Kounov ·
Králova Lhota ·
Krchleby ·
Kvasiny ·
Lhoty u Potštejna ·
Libel ·
Liberk ·
Lično ·
Lípa nad Orlicí ·
Lukavice ·
Lupenice ·
Mokré ·
Nová Ves ·
Očelice ·
Ohnišov ·
Olešnice ·
Olešnice v Orlických horách ·
Opočno ·
Orlické Záhoří ·
Osečnice ·
Pěčín ·
Podbřezí ·
Pohoří ·
Polom ·
Potštejn ·
Proruby ·
Přepychy ·
Rohenice ·
Rokytnice v Orlických horách ·
Rybná nad Zdobnicí ·
Rychnov nad Kněžnou ·
Říčky v Orlických horách ·
Sedloňov ·
Semechnice ·
Skuhrov nad Bělou ·
Slatina nad Zdobnicí ·
Sněžné ·
Solnice ·
Svídnice ·
Synkov-Slemeno ·
Trnov ·
Třebešov ·
Tutleky ·
Týniště nad Orlicí ·
Val ·
Vamberk ·
Voděrady ·
Vrbice ·
Záměl ·
Zdelov ·
Zdobnice ·
Žďár nad Orlicí